# Tipula (Microtipula) terribilis
Tipula (Microtipula) terribilis is een tweevleugelige uit de familie langpootmuggen (Tipulidae). De soort komt voor in het Neotropisch gebied.